# Chuyến bay 268 của Pakistan International Airlines
Chuyến bay 268 của Pakistan International Airlines (PK268/PIA268) là một chuyến bay quốc tế do Pakistan International Airlines khai thác bằng máy bay Airbus A300B4-203 từ Pakistan đến Nepal đã rơi khi tiếp cận sân bay quốc tế Tribhuvan ở Kathmandu vào ngày 28 tháng 9 năm 1992, giết chết tất cả 155 hành khách và 12 thành viên phi hành đoàn trên máy bay. Đây là thảm họa hàng không thứ 100 với hơn 100 trường hợp tử vong. Tính đến năm 2020, đây là vụ tai nạn tồi tệ nhất xảy ra trên đất Nepal.

## Máy bay

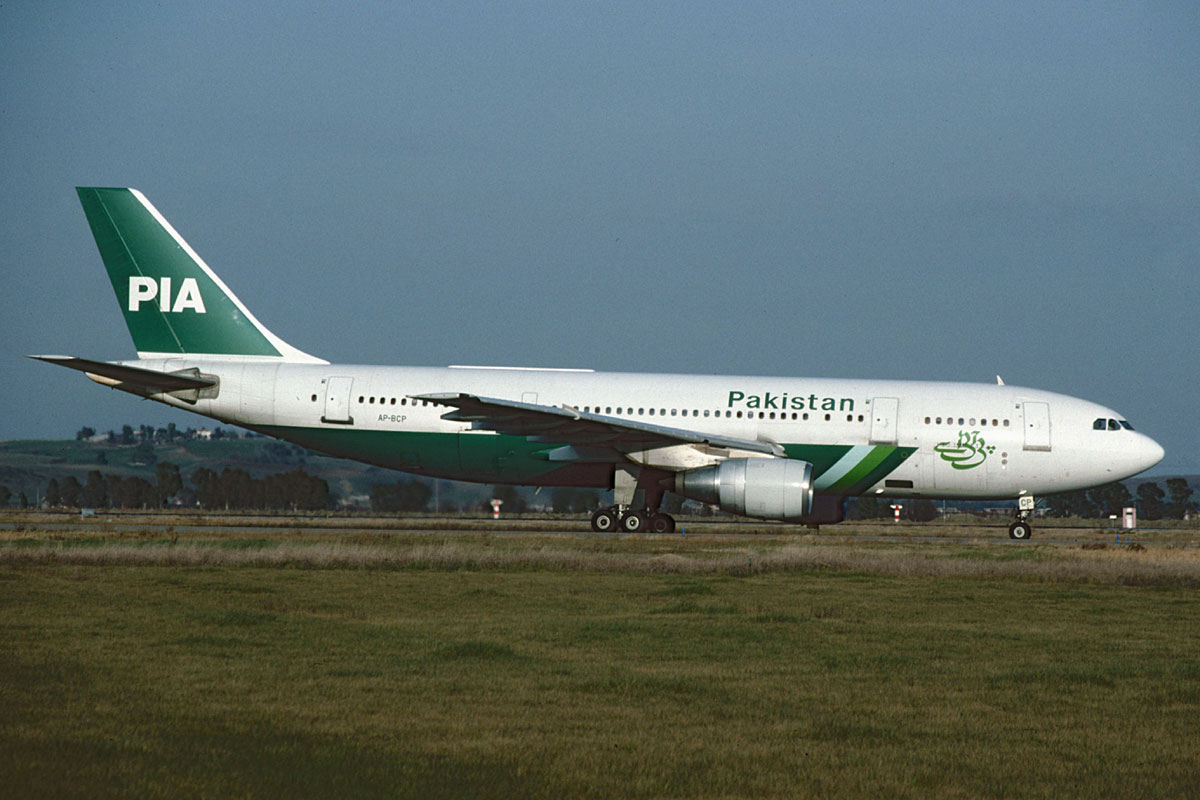
Chiếc máy bay liên quan đến vụ tai nạn tại Sân bay quốc tế Leonardo da Vinci, 7 tháng trước vụ tai nạn

Airbus A300B4-203 (đăng ký AP-BCP). Chiếc máy bay này được chế tạo năm 1976 và có chuyến bay đầu tiên vào ngày 23 tháng 3 cùng năm. Ngày 2 tháng 5 năm 1977, chiếc máy bay được chuyển đến Bavaria Germanair và được đăng kýD-AMAZ. 8 ngày sau, chiếc máy bay được EgyptAir thuê. Năm 1978, máy bay được đăng ký lại SU-AZY. Chiếc máy bay sau đó được bán cho Hapag-Lloyd Flug sau khi sáp nhập với Bavaria Germanair. Máy bay đã được đăng ký lại D-AHLZ. Máy bay sau đó được thuê cho các hãng hàng không sau (còn lại được đăng ký là D-AHLZ):
- EgyptAir (10 tháng 5 năm 1977 - 1 tháng 11 năm 1982)
- Kuwait Airways (1 tháng 7 năm 1983 - 16 tháng 6 năm 1984)
- Capitol Air (16 tháng 6 năm 1984 - 1 tháng 2 năm 1985)
- Air Jamaica (1 tháng 2 - 1 tháng 5 năm 1985)
- Condor Flugdienst (1 tháng 5 năm 1985 - 21 tháng 4 năm 1986)

Ngày 21 tháng 4 năm 1986, chiếc A300 được giao cho Pakistan International Airlines và được đăng ký lại thành AP-BCP. Chiếc A300 đã có tổng cộng 39.045 giờ bay và 19.172 lần hạ cánh tại thời điểm gặp nạn.

## Phi hành đoàn
Cơ trưởng Iftikhar Janjua (49 tuổi), người đã có 13.192 giờ bay, bao gồm 6.260 giờ trên chiếc A300. Cơ phó Hassan Akhtar (38 tuổi), người có 5,849 giờ bay, với 1.469 giờ bay trên chiếc A300.
Có 2 kỹ sư máy bay trên chiếc A300 (thay vì 1), một người điều hành và quan sát khác. Kỹ sư máy bay điều hành là một người đàn ông 40 tuổi (giấu tên), có 5.289 giờ bay, với 2.516 giờ trên chiếc A300. Kỹ sư máy bay quan sát Muhammad Ashraf (42 tuổi), người đã có 8220 giờ bay, bao gồm 4.503 giờ trên chiếc A300.

## Chuyến bay
Chuyến bay 268 rời Karachi lúc 11:13 AM Giờ chuẩn Pakistan đến Kathmandu. Khi liên lạc với kiểm soát không lưu của Nepal, máy bay tiếp cận từ phía nam gọi là phương pháp Sierra. Một máy bay để sử dụng phương pháp này là vào thời điểm đó dẫn đến vượt qua một điểm báo cáo gọi là "Romeo" nằm 41 dặm về phía nam của Kathmandu VOR (hoặc ít 41 DME) ở độ cao 15.000 feet (4572 m). Máy bay sau đó hạ 7 bước xuống còn 5,800 feet (1767,84 m), đi qua một điểm báo cáo được gọi là "Sierra" nằm ở 10 DME ở độ cao 9.500 feet, trước khi hạ cánh tại Kathmandu. Cách tiếp cận này cho phép máy bay vượt qua dãy Mahabharat ngay phía nam thủ đô Kathmandu (đỉnh núi nằm ở phía bắc điểm báo cáo Sierra) ở độ cao an toàn.
Ngay sau khi báo cáo ở 10 DME, lúc 2 giờ 30 phút, máy bay đã rơi ở độ cao khoảng 7.300 feet (2.200 m) vào sườn núi 8.250ft (2.524 m) tại Bhattedanda, vỡ tan khi va chạm, giết chết tất cả 167 người trên máy bay. Đuôi tách ra và rơi vào rừng dưới chân núi.
Vụ tai nạn này xảy ra 59 ngày sau khi chuyến bay 311 Thai Airways bị rơi ở phía bắc thủ đô Kathmandu.

## Nguyên nhân
Mặc dù không có cuộc trò chuyện trên khoang chuyến bay thích hợp nào được thu hồi từ máy ghi âm buồng lái của chuyến 268 bởi các nhà điều tra của Ủy ban An toàn Giao thông Canada (TSB), nơi hỗ trợ điều tra, dữ liệu được TSB khôi phục từ máy ghi dữ liệu chuyến bay. Ở 16 DME, máy bay ở độ cao hơn 1000 feet (304, 8 m) so với độ cao đã định sẵn; tại 10 DME (điểm báo cáo Sierra), nó thấp hơn 1.300 feet (400 m) so với độ cao đã định sẵn. Chiếc A300 tiếp cận dãy Mahabharat ở độ cao không đủ và rơi xuống sườn phía nam. Mặc dù các phi công của chuyến 268 đã báo cáo chính xác độ cao máy bay của họ cho ATC, nhưng các kiểm soát viên không làm gì để cảnh báo họ về độ cao không phù hợp của họ cho đến vài giây trước khi xảy ra tai nạn.
Các nhà điều tra xác định rằng vụ tai nạn đã được gây ra chủ yếu là do lỗi phi công. Tầm nhìn kém do trời u ám và cảnh báo gần mặt đất sẽ không được kích hoạt kịp thời vì địa hình dốc. Các tấm tiếp cận Kathmandu cấp cho các phi công PIA cũng được xác định là không rõ ràng, và các kiểm soát viên không lưu của Nepal bị đánh giá là rụt rè và miễn cưỡng can thiệp vào những gì họ thấy là thí điểm như tách rời địa hình. Báo cáo đề nghị ICAO xem xét các biểu đồ điều hướng và khuyến khích tiêu chuẩn hóa của chúng, và cách tiếp cận đến sân bay Kathmandu được thay đổi để ít phức tạp hơn.

## Tưởng niệm
PIA đã trả tiền và duy trì Công viên tưởng niệm Lele PIA tại Lele, dưới chân núi nơi xảy ra vụ tai nạn.
Wilkins Memorial Trust, một tổ chức từ thiện của Vương quốc Anh cung cấp viện trợ cho Nepal, được thành lập để tưởng nhớ một gia đình thiệt mạng trong vụ tai nạn.

## Mô phỏng
Chuyến bay 268 của Pakistan International Airlines - Mô phỏng tai nạn (https://www.youtube.com/watch?v=TZ3WHBW_B5c)

## Kênh truyền hình
Vụ tai nạn đã truyền cảm hứng trong tập 3, mùa 20 của Mayday (Air Crash Investigation) trên kênh National Geographic, phát sóng vào ngày 23 tháng 1 năm 2020. Tập phim có tiêu đề "Kathmandu Descent" (tạm dịch: Hạ cánh ở Kathmandu)